# Tomoyuki Arata
Tomoyuki Arata (født 3. oktober 1985) er en japansk fodboldspiller.
Han har spillet for flere forskellige klubber i sin karriere, herunder Mito HollyHock, Júbilo Iwata, JEF United Chiba, Fagiano Okayama, Matsumoto Yamaga FC, Oita Trinita og AC Nagano Parceiro.